# Juan (ur. 1982)
Juan Maldonado Jaimez Junior (ur. 6 lutego 1982 w São Paulo) – piłkarz brazylijski grający na pozycji lewego obrońcy.

## Kariera klubowa
Juan jest wychowankiem São Paulo FC, w którym rozpoczął karierę w 2000 roku. W 2006 Juan wyjechał do Europy. Przez trzy lata był zawodnikiem Arsenalu. W Arsenalu był rezerwowym i wystąpił tylko w meczach Pucharu Anglii i Puchar Ligi Angielskiej. Nie mogąc się przebić do składu Arsenalu w 2003 roku został wypożyczony do drugoligowego Millwall F.C.
W połowie 2005 wrócił do Brazylii. Został zawodnikiem Fluminense FC, w którym spędził rok. Z Fluminense zdobył mistrzostwo stanu Rio de Janeiro – Campeonato Carioca 2005. W 2006 roku został zawodnikiem lokalnego rywala - CR Flamengo. We Flamengo Juan gra do chwili obecnej. Z Flamengo zdobył mistrzostwo Brazylii 2009, Copa do Brasil 2006 oraz trzykrotnie mistrzostwo stanu Rio de Janeiro – Campeonato Carioca w 2007, 2008 i 2009 roku. Od 2011 Juan ponownie występuje w São Paulo FC.
| Sezon   | Klub          | Mecze | Bramki | Rozgrywki                      |
| ------- | ------------- | ----- | ------ | ------------------------------ |
| 2000    | São Paulo FC  | 0     | 0      | Campeonato Brasileiro          |
| 2001    | São Paulo FC  | 0     | 0      | Campeonato Brasileiro          |
| 2001/02 | Arsenal F.C.  | 0     | 0      | Premier League                 |
| 2002/03 | Arsenal F.C.  | 0     | 0      | Premier League                 |
| 2003/04 | Arsenal F.C.  | 0     | 0      | Premier League                 |
| 2003/04 | Millwall F.C. | 3     | 0      | Football League First Division |
| 2004    | Fluminense FC | 5     | 0      | Campeonato Brasileiro          |
| 2005    | Fluminense FC | 37    | 1      | Campeonato Brasileiro          |
| 2006    | CR Flamengo   | 29    | 2      | Campeonato Brasileiro          |
| 2007    | CR Flamengo   | 34    | 6      | Campeonato Brasileiro          |
| 2008    | CR Flamengo   | 33    | 4      | Campeonato Brasileiro          |
| 2009    | CR Flamengo   | 19    | 1      | Campeonato Brasileiro          |
| 2010    | CR Flamengo   | 33    | 1      | Campeonato Brasileiro          |
| 2011    | São Paulo FC  | 25    | 3      | Campeonato Brasileiro          |
| Łącznie | Łącznie       | 218   | 18     | 18                             |

## Kariera reprezentacyjna
W reprezentacją Brazylii Juan zadebiutował 7 września 2008 w wygranym 3-0 wyjazdowym meczu eliminacjach Mistrzostw Świata 2010 z reprezentacją Chile. Juan zastąpił w 54 min. Ronaldinho. Drugi i ostatni do tej pory mecz w reprezentacji Juan rozegrał 10 września 2008 w zremisowanym 0-0 meczu eliminacjach Mistrzostw Świata 2010 z reprezentacją Boliwii.